# Рівняння Томаса — Фермі
Рівняння Томаса — Фермі — рівняння, що наближено описує розподіл електричного поля й густини електронів у важких атомах.
Запропоноване в 1927 році незалежно Л. Г. Томасом і Енріко Фермі

## Припущення локальної густини електронів
Рівняння виводиться, виходячи з припущення, що багатоелектронну систему важких атомів можна описати за допомогою електронної густини, яка залежить від потенціалу електричного поля в даній точці й задається формулою
{\displaystyle n(\mathbf {r} )={\frac {2me(\varphi -A)^{3/2}}{3\pi ^{2}\hbar ^{3}}}},
де m — маса електрона, е — елементарний заряд, {\displaystyle \varphi } — потенціал, {\displaystyle \hbar } — зведена стала Планка, а величина A визначається таким чином, щоб -eA давало повну енергію. Для нейтрального атома A = 0, для йона
{\displaystyle A={\frac {e(Z-N)}{R}}},
де Z — зарядове число ядра атома, N — кількість електронів у йоні, R — радіус йона.
Рівняння Томаса — Фермі виводиться, виходячи з рівняння Пуасона де густина заряду дорівнює {\displaystyle -en(\mathbf {r} )}:
{\displaystyle {\frac {1}{r^{2}}}{\frac {d}{dr}}\left(r^{2}{\frac {d}{dr}}\right)(\varphi -A)={\frac {4e(2me(\varphi -A))^{3/2}}{3\pi \hbar ^{3}}}}
У безрозмірній формі рівняння зводиться до універсального
{\displaystyle {\sqrt {x}}{\frac {d^{2}\Phi }{dx^{2}}}=\Phi ^{3/2}}
Це рівняння розв'язується з граничними умовами
{\displaystyle \Phi (x_{0})=\Phi (0)=1\,}
{\displaystyle x_{0}\left.{\frac {d\Phi }{dx}}\right|_{x=x_{0}}=-{\frac {Z-N}{N}}}
де {\displaystyle x_{0}} — радіус атома в безрозмірних одиницях.

## Характеристики розв'язку
Розв'язок рівняння Томаса — Фермі дає однаковий розподіл електронної густини для всіх важких атомів. Від атома до атома змінюється лише радіус. Електронна густина різко зростає від центру, а потім, досягши максимуму, спадає до краю.

## Недоліки
Рівняння Томаса — Фермі неспроможне описати електронні оболонки атомів. Електронна густина спадає на великих віддалях від ядра повільно. Рівняння Томаса — Фермі не може пояснити також природу хімічних зв'язків. Однак, запропонований метод лежить в основі теорії функціоналу електронної густини, який широко й успішно застосовується в сучасній квантовій хімії.